# イクヒカリ

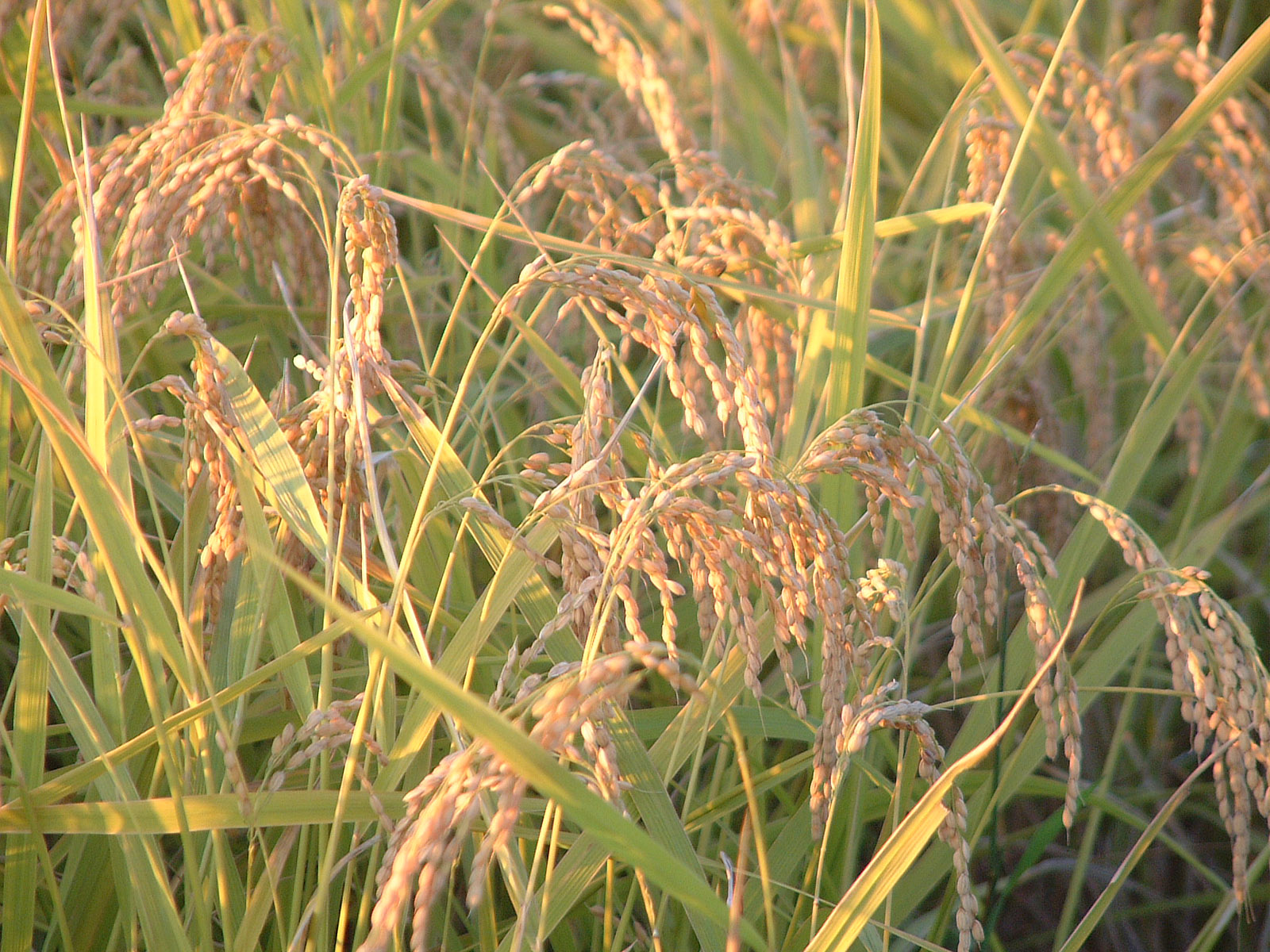
イクヒカリの先祖、コシヒカリ

イクヒカリとは、コシヒカリを開発した福井県農業試験場が開発した米の一種である。
コシヒカリのひ孫にあたる。福井県と鹿児島県で奨励品種に採用されている。

## 特徴
もっちりとした食感で、炊き上がりはコシヒカリよりふっくらとしており、冷めた時の粘りはコシヒカリよりも強いために、おにぎりや弁当などに特に最適であるといわれている。

## 沿革
- 1956年 福井県農業試験場でコシヒカリが開発される。
- 2004年 同試験場でイクヒカリが「越南148号」と「どんとこい」（北陸148号）をかけ合わせて開発される。開発中の名称は越南176号。イクヒカリの名称は食育、幾久しい、光輝くなどの意味からつけられた[2]。